# Cournon-d'Auvergne
Cournon-d'Auvergne là một xã trong tỉnh Puy-de-Dôme, thuộc vùng hành chính Auvergne-Rhône-Alpes của nước Pháp, có dân số là 18.866 người (thời điểm 1999). Xã nằm cạnh sông Allier, về phía đông-nam của Clermont-Ferrand.

## Nhân khẩu học
| 1946 | 1962 | 1968 | 1975  | 1982  | 1990  | 1999  |
| ---- | ---- | ---- | ----- | ----- | ----- | ----- |
| 1616 | 3135 | 5587 | 12583 | 16949 | 19156 | 18866 |